# 太田房江
太田房江（1951年6月26日—），日本女性政治家，現任參議院議員、前任大阪府知事。

## 生平
广岛县吳市出生。本名是齐藤房江。毕业于东京大学经济学部后，在日本政府通商产业省工作。历任消费经济科长、近畿通产局总务规划部长、冈山县副知事。
2000年，前大阪知事橫山辞职后，太田當選大阪府知事，成为日本首位女性知事。2004年第二次当选。2013年代表自民黨參加參議院選舉，成功當選。
她是现在日本知名的女性政治家之一。